# Flick-Affäre
Die Flick-Affäre oder Flick-Parteispendenaffäre war in der Geschichte der Bundesrepublik Deutschland ein in den 1980er-Jahren aufgedeckter politischer Skandal um verdeckte Parteispenden des Flick-Konzerns. Laut Flick-Manager Eberhard von Brauchitsch dienten diese Praktiken einer „Pflege der politischen Landschaft“. Es entstand zudem der Verdacht, die Spendenzahlungen hätten im Zusammenhang mit einer Beeinflussung von Entscheidungen des Bundeswirtschaftsministeriums zugunsten des Flick-Konzerns und des Konzernchefs Friedrich Karl Flick gestanden.
Die Flick-Affäre führte zu einem deutlichen Vertrauensverlust gegenüber den beteiligten Parteien CDU, CSU, SPD und FDP in der Bevölkerung.

## Affäre und Prozess
Ausgangspunkt der Flick-Affäre war ein Aktiengeschäft im Jahr 1975, bei dem der Flick-Konzern Aktien der Daimler-Benz AG im Wert von 1,9 Milliarden DM an die Deutsche Bank verkaufte. Der Flick-Konzern beantragte beim zuständigen Bundeswirtschaftsministerium im Januar des Jahres für dieses Geschäft die Steuerbefreiung nach § 6b des Einkommensteuergesetzes für „volkswirtschaftlich förderungswürdige“ Reinvestitionen. Die zu zahlenden Steuern hätten knapp 986 Millionen DM betragen. Sowohl der zu dieser Zeit amtierende Bundesminister für Wirtschaft Hans Friderichs als auch sein Nachfolger Otto Graf Lambsdorff (beide FDP) erteilten diese Genehmigungen.
1981 stieß der Steuerfahnder Klaus Förster nach hartnäckigen Ermittlungen, ausgehend von rechtswidrigen Transaktionen der Soverdia, einem gemeinnützigen Unternehmen der Steyler Missionare, in Schließfächern der Dresdner-Bank-Filiale Nordstraße in Düsseldorf-Pempelfort auf ein Kassenbuch des Flick-Generalbuchhalters Rudolf Diehl, in dem Bargeldzahlungen an Politiker aller im Bundestag vertretenen Parteien verzeichnet waren. Unter anderem waren dies: dreimal 250.000 DM an den CSU-Vorsitzenden Franz Josef Strauß, 565.000 DM an den CDU-Vorsitzenden Helmut Kohl sowie diverse Zahlungen an FDP-Spitzenpolitiker: darunter mehrmals 30.000 DM an Otto Graf Lambsdorff, mehrmals 70.000 DM an Hans Friderichs sowie eine einmalige Zahlung von 100.000 DM an Walter Scheel. Der damalige Bundesfinanzminister Hans Matthöfer von der SPD hatte 40.000 DM erhalten. Da mit Friderichs, Lambsdorff und Matthöfer mehrere Minister der sozialliberalen Bundesregierung zum Kreis der Geldempfänger zählten, wurde der Verdacht der Bestechung beziehungsweise Bestechlichkeit erhoben.
Durch die Praxis des Steyler Paters Josef Schröder, des damaligen Geschäftsführers der Soverdia-Gesellschaft, steuerlich abzugsfähige Quittungen in fünffacher Höhe des Spendenbetrages auszustellen, kam der Steuerfahnder Klaus Förster auf die Spur weiterer Spenden des Flick-Konzerns, was schließlich die Flick-Affäre auslöste.
Der bei Flick für die politische Lobbyarbeit zuständige Manager Eberhard von Brauchitsch erklärte zu den Zahlungen, dass es sich dabei lediglich um Parteispenden gehandelt habe. Eine weitere Schlüsselfigur der Spendenzahlungen war der Flick-Prokurist und CDU-Politiker Adolf Kanter. Kanter hatte neben der Lobbytätigkeit zusätzlich als Agent des MfS bereits vor der Aufklärung der Affäre Informationen zu den Zahlungen an den DDR-Auslandsgeheimdienst Hauptverwaltung A des Ministeriums für Staatssicherheit (HV A) der DDR verkauft. Das MfS gab diese Informationen jedoch nicht an westdeutsche Medien weiter, da man laut dem Leiter der HV A, Markus Wolf, eine Enttarnung Kanters befürchtete. Die SED-Führung selbst ließ es sich jedoch nicht nehmen, ihren Politik-Ideologen Karl-Heinz Röder propagandistisch großflächig „die Verflechtung und Verfilzung der Macht der Monopole mit der Macht des Staates als traditionelles Merkmal der Geschichte des deutschen Imperialismus“ anprangern zu lassen. Nach der Wiedervereinigung wurde Karl-Heinz Röder durch den Heidelberger Politikwissenschaftler Klaus von Beyme als Stasi-Offizier in den höchsten Rängen bezeichnet.
Am 29. November 1983 kündigte die Staatsanwaltschaft an, Anklage gegen die Manager von Brauchitsch und Manfred Nemitz wegen fortgesetzter Bestechung sowie wegen Bestechlichkeit gegen Friderichs, Lambsdorff und den früheren Wirtschaftsminister des Landes Nordrhein-Westfalen Horst Ludwig Riemer zu erheben. Der Bundestag hob am 2. Dezember auf Ersuchen der ermittelnden Bonner Staatsanwaltschaft die Immunität des amtierenden Bundeswirtschaftsministers Lambsdorff auf, der dann, als die Anklage zugelassen wurde, am 27. Juni 1984 zurücktrat.
Der Prozess vor dem Bonner Landgericht zog sich rund anderthalb Jahre hin. Nach Aussage des Richters Hans Henning Buchholz fielen „nahezu alle Zeugen … durch ihr schlechtes Erinnerungsvermögen auf“. Letztlich wurden am 16. Februar 1987 Eberhard von Brauchitsch sowie die Politiker und vormaligen Bundeswirtschaftsminister Friderichs und Otto Graf Lambsdorff wegen Steuerhinterziehung beziehungsweise Beihilfe zur Steuerhinterziehung verurteilt. Von Brauchitsch erhielt eine Bewährungs-, Lambsdorff und Friderichs Geldstrafen. Eine Beeinflussung politischer Entscheidungen durch die Geldzahlungen ließ sich nicht nachweisen.

## Bundestagsuntersuchungsausschuss
Der Bundestag beschloss auf Antrag von Grünen und SPD am 19. Mai 1983 die Einsetzung eines Untersuchungsausschusses zur Flick-Affäre. Der Ausschuss konstituierte sich am 9. Juni 1983 und beendete seine Arbeit im März 1985.
Ausschussvorsitzender war Manfred Langner (CDU). Der Ausschuss hatte 66 Sitzungen zur Beweisaufnahme und 321 Stunden Vernehmung und produzierte 11.500 Seiten Sitzungsprotokolle.
Als der Verdacht aufkam, Rainer Barzel, seit dem 29. März 1983 Bundestagspräsident, habe über eine Anwaltskanzlei ebenfalls Geld von Flick erhalten (zum Schein als Honorar für Beratertätigkeiten, in Wirklichkeit aber als Belohnung dafür, dass er im April 1973 durch seinen Verzicht auf CDU-Partei- und Fraktionsvorsitz den Weg für Helmut Kohl freigemacht habe), trat dieser am 25. Oktober 1984, einen Tag nach seiner Vernehmung durch den Untersuchungsausschuss, von seinem Amt als Bundestagspräsident zurück. Die Vorwürfe gegen Barzel konnten allerdings nicht nachgewiesen werden.
Auf Seiten der neu im Bundestag vertretenen Grünen nutzte Otto Schily das Podium des Bonner Untersuchungsausschusses und die Tatsache, dass die Grünen als einzige Partei nicht von der Affäre betroffen sein konnten, zu deutlicher Kritik an allen anderen Parteien. Besondere Aufmerksamkeit erregte auch seine Strafanzeige gegen Bundeskanzler Helmut Kohl wegen angeblicher Falschaussage im Untersuchungsausschuss. Kohls Erinnerungslücken erklärte CDU-Generalsekretär Heiner Geißler später mit einem „Blackout“ des Kanzlers.
Im Laufe der Aufklärung der Affäre hatte sich gezeigt, dass in den 1970er-Jahren alle im Bundestag vertretenen Parteien, also CDU, CSU, SPD und FDP, Spenden des Flick-Konzerns erhalten hatten – teilweise über als gemeinnützig eingestufte parteinahe Organisationen wie die Staatsbürgerliche Vereinigung. Durch den Untersuchungsausschuss wurde aufgedeckt, dass zwischen 1969 und 1980 mehr als 25 Millionen Mark aus Flicks schwarzen Kassen an Politiker von CDU/CSU, FDP und SPD geflossen waren, davon 15 Millionen DM an die CDU/CSU, 6,5 Millionen an die FDP und 4,3 Millionen an die SPD.
Die Weigerung des Wirtschaftsministeriums, bestimmte Akten dem Ausschuss zur Verfügung zu stellen, führte zum Flick-Untersuchungsausschuss-Urteil des Bundesverfassungsgerichts. Dieses stärkte die Rechte der Untersuchungsausschüsse.

## Politische Folgen
Im Laufe der Aufklärung der Affäre hatte sich gezeigt, dass sich CDU, CSU, SPD und FDP über die geltenden Bestimmungen des Parteiengesetzes hinweggesetzt hatten. In der gesellschaftlichen Debatte zu diesen Vorgängen zeigten sich allerdings Unterschiede in der Bewertung: So zeigten führende Repräsentanten der politischen Parteien wenig Unrechtsbewusstsein und machten geltend, wie schwierig die Parteienfinanzierung sei und dass es sich allenfalls um ein Kavaliersdelikt handle – eine Haltung, aus der zwischen 1981 und 1984 mehrere Versuche resultierten, per Gesetz eine Amnestie durchzusetzen, die jedoch am Widerstand der Presse und der Basis der einzelnen Parteien scheiterten.
Stattdessen wurden letztlich die Vorschriften über Spenden im Parteiengesetz wie auch die Meldepflicht der Abgeordneten bezüglich ihrer Nebeneinkünfte verschärft.
Geändert wurde auch das Gemeinnützigkeitsrecht, um die Trennung der verschiedenen Arten steuerbegünstigter Organisationen sicherzustellen. Gemeinnützigen Organisationen wurde ausdrücklich verboten, politische Parteien zu unterstützen. Parteien wurde untersagt, Spenden gemeinnütziger Organisationen anzunehmen. Gleichzeitig wurde die Förderung des demokratischen Staatswesens als neuer gemeinnütziger Zweck aufgenommen (mit den Ausnahmen auf kommunaler Ebene und zur Verfolgung von Partikularinteressen).